# Еліхіо Аяла
Еліхіо Аяла (ісп. José Eligio Ayala; 4 грудня 1879, Мбуйяпей, Парагвай — 24 жовтня 1930, Асунсьйон, Парагвай) — парагвайський політик, двічі президент Парагваю.

## Життєпис
Хосе Еліхіо Аяла народився у Мбуйяпеї 4 грудня 1879 і був сином іспанця Маріано Сіси і парагвайки Мануели де Хесус Аяла. Його родина володіла фермою, де батько Хосе розводив худобу, і невеликим ранчо для вирощування овочів.
Хосе почав освіту в рідному місті і продовжив у Параґуарі.
У 1897 вступив до Національного коледжу Енкарнасьйону, де його дядько Хосе дель Росаріо Айяла, директор цієї установи, фінансував його навчання через матеріальні труднощі в родині Хосе. На третій рік навчання переїхав до Асунсьйону, щоб вступити до Національного коледжу Асунсьйона, де він і закінчив середню освіту на кошти урядового гранту.
Після отримання ступеня бакалавра Аяла отримав посаду клерка в Національному архіві і вступив на факультет права і соціальних наук університету, де став президентом студентської ради в 1903.
Він отримав ступінь доктора права і соціальних наук 22 грудня 1905. Після випуску Аяла викладав математику та історію в середніх школах, а потім влаштувався суддею.
У 1907 Аяла почав політичну кар'єру, і через рік був обраний депутатом до Конгресу. Ставши членом Ліберальної партії, був обраний президентом палати депутатів 22 квітня 1910 року. Однак незабаром вибухнула політична криза, і лідери лібералів були вигнані в Аргентину.
У 1911 Аяла покинув Буенос-Айрес і вирушив до Європи, аби продовжити навчання на факультеті філософії і права в університетах Гейдельбергу і Цюриху. Перебуваючи в Берліні, він написав свою книгу «Сільськогосподарська еволюція у Великій Британії» і «Як Парагвай виглядає з Європи». В кінці березня 1920, після відвідування Іспанії і Португалії, він повернувся до Парагваю.
Після відставки тимчасового президента Еусебіо Аяли та громадянської війни 1921-1923 Конгрес призначив Еліхіо Аялу Президентом республіки і поставив завдання домогтися заспокоєння країни і поліпшення державних фінансів.
Однак уже 17 березня 1924 року Аяла подав у відставку, заявивши Конгресу: «Я вдячний за надану довіру… я зробив все, що міг, щоб не виправдати її, але опір занадто сильний». Новим президентом Конгрес призначив лікаря Луїса Альберто Ріарта.
У тому ж році Еліхіо Аяла висунув свою кандидатуру на президентські вибори і виграв їх 15 серпня 1924. Під час другого правління Аяли країна пережила зростання економіки, виробництва, експорту і істотне поліпшення економічної і фінансової ситуації. Були підписані договори з Болівією і Бразилією, відкрита військова верф в Сахонії, відкрита школа сільського господарства, був ухвалений закон про нещасні випадки на роботі та виході на пенсію, а з урахуванням ускладнення відносин з Болівією з приводу області Чако почалася модернізація армії і флоту.
Аяла був також автором ряду книг з 14-ти різних тем. У 1928 Аяла покинув пост президента. Новий президент Ґуджіарі призначив його міністром фінансів.
Обставини смерті Еліхіо Аяли досі оскаржуються. Згідно з матеріалами порушеної кримінальної справи, о 20:30, в четвер 23 жовтня 1930, міністр Аяла з'явився в будинку своєї коханки Хільди Дієз, у столиці Парагваю.
Аяла постукав у двері, Хільда із затримкою відкрила, і Аяла побачив, як невідомий (Томас Барейро) швидко ховається за шафу. Барейро несподівано почав стріляти з револьвера «Сміт Вессон» 38-го калібру, поранивши Аялу в руку, вухо і живіт. Аяла, вже лежачи на підлозі, вихопив кольт 38 калібру і зробив чотири постріли, також поранивши Барейро. Барейро помер на задньому дворі будинку, намагаючись втекти, а важко поранений Аяла встав і дістався до вулиці Бельведер, де попросив водія таксі відвезти його до лікарні Масі-Ескобар.
Айяла помер о 14:15 24 жовтня 1930 в лікарні, в присутності президента Ґуджіарі, після декількох годин агонії.